# 구글 지도
구글 지도(영어: Google Maps)는 구글에서 제공하는 지도 서비스이다. 구글 지도는 위성 사진, 스트리트 뷰, 360° 거리 파노라마 뷰, 실시간 교통 상황 (구글 트래픽), 그리고 도보, 자동차, 자전거(베타), 대중 교통의 경로를 제공한다.

## 역사
구글 지도는 원형은 라르스 라스무센(Lars Rasmussen)과 옌스 라스무센(Jens Rasmussen)이라는 두 덴마크 형제가 설립한 시드니의 회사 웨어2 테크놀로지(Where2 Technologies)에서 만든 C++ 기반의 소프트웨어였다. 최초에는 사용자가 개별적으로 다운로드 받아 사용하는 방식으로 설계되었으나, 이후 순수 웹 기반 방식으로 배포 방법을 변경하는 것을 구글에 제안하였다. 2004년 10월 2일, 웨어2 테크놀로지는 구글에 인수되었고, 지도 소프트웨어는 웹 애플리케이션 형태의 구글 지도로 변형되었다.
같은 달, 구글은 어스 뷰어(Earth Viewer) 솔루션을 보유하고 있는 지리공간정보 시각화 전문 업체 키홀(Keyhole)을 인수하였으며, 이를 바탕으로 구글은 2005년 구글 어스라는 새로운 서비스를 시작하여 큰 성공을 거두었다. 구글 어스의 주요 기술은 구글 지도에도 통합되었다.

## 특징 및 기능
구글 지도로 장소 검색, 장소에 대한 정보, 도보(대한민국 제외), 자동차(대한민국 제외), 대중교통 길찾기, 호텔 예약 등의 기능을 사용할 수 있다. 또한 사용자들이 직접 누락된 장소 추가, 잘못된 장소 수정 등의 참여를 할 수 있다. 참여하려면 만 18세 이상의 계정이어야 한다. 월리를 찾아라를 바탕으로 2018년 4월 1일, 만우절 기념으로 구글 지도의 몇가지 장소에서 월리와 그의 친구들을 찾는 재미있는 그림 속 월리 찾기 게임인 이스터 에그가 나타났다.

### 대한민국에서
구글 지도의 경우 대한민국의 지도는 다른 나라의 지도와는 다르게 이미지로 표시되어 여러 서비스가 적용되지 않는다. 이것은 대한민국의 법 때문으로, 대한민국은 공간정보의 구축및 관리등에 관한 법률과 국가공간정보 보안관리규정 등의 법령에 따라 국토교통부 장관의 허가 없이는 지도데이터를 국외로 반출할 수 없도록 하고있다. 국토교통부는 국가안보를 이유로 현재까지 지도데이터의 반출을 허가해 주지 않고 있다.
이 문제는 기술에 대한 법의 자세와도 관련이 있다. 해외에서는 아주 엄격하게 금지된 일부를 제외하고는 기술적인 시도에 대해 법이 허용하고 있다. 그러나 대한민국에서는 법이 대단히 포괄적인 문구로 광범위한 행동을 제한하기 때문에 참신한 기술적 시도는 대부분 법조항에 의해 저지되고 있다는 지적이 있다. 이에 대한 개선을 위해 국회에서는 측량수로조사 및 지적에 관한 법률 개정안을 발의하였으며 2014년 4월 29일 본회의를 통과하였다. 개정안에 따르면 국토교통부 장관은 국외반출을 위한 협의체를 관계기관장과 협의를 통하여 구성할 수 있으며(미래부, 외교부, 통일부, 국방부, 안행부, 산업부, 국정원) 구성된 협의체의 심의를 통해 국가안보상 문제가 없는 경우 국외로 반출할 수 있다. 따라서 현재 대한민국에서는 어쩔 수 없이 지도를 SK 플래닛의 서버를 통해 서비스하고 있으며 자체적인 데이터가 필요한 도보 길찾기, 내비게이션 등의 기능은 서비스하지 못하고 있다.

### 2016년 반출 시도
2016년 6월 2일, 구글은 국토교통부 산하 국토지리정보원에 공식적으로 국내 지도 데이터 반출 신청서를 제출했다. 이에 국토교통부는 지도국외반출협의체를 구성했다. 대한민국 정부가 6월 22일 1차 실무회의를 열었지만 의견 조율에 실패했다. 8월 8일에는 이 문제에 관한 토론회가 열렸으며, 권법준 구글 지도 프로덕트 매니저는 "세계적으로 구글이 서비스하는 한국 지도의 질을 향상하기 위해 데이터를 반출해야 하고, 이는 한국의 증강현실, 자율주행 등의 산업을 활성화 시킬 기반이 될 수 있다. 정밀 지도의 해외 반출이 어떤 영향을 미칠지 모르는 상황에서 국내 기업들은 '피해자 코스프레'를 하는 것이 아닌가 하는 생각이 들었다"고 의견을 내놓았다.
7월 중반 2차 회의를 개최하려 하였으나 8월 12일로 연기되었고, 다시 24일로 연기되었다.
8월 24일, 지도국외반출협의체는 2차 회의를 진행하였으나 결정을 내리지 못하고 8월 25일까지였던 처리 시한을 60일 늘려 11월 23일까지로 연장하였다. 국토지리연구원 측은 "지도 정보 반출 시 안보에 미치는 영향과 국내 공간정보 산업에 대한 파급 효과 등을 논의한 결과 구글과 안보·산업 등에 대한 추가 협의를 거쳐 신중히 결정할 필요가 있다"라 하였고, 구글 측은 "우리의 입장을 충분히 잘 설명할 수 있는 기회를 갖기 원한다. 앞으로도 정부에서 지도 정보 국외 반출 신청과 관련한 질문에 대해 성심껏 설명하겠다"고 말했다.

#### 결과
2016년 11월 18일, 지도반출협의체는 "구글의 지도 반출 요청은 남북이 대치하는 여건에서 안보위협을 가중시킬 우려가 있어 안보 우려 해소를 위한 보완 방안을 제시했으나 구글 측에서 이를 수용하지 않아 반출을 불허하기로 했다"고 밝혔다.

## 시장 점유율

### 한국
2025년 2월 한국 지도 서비스의 월간 활성 이용자수(MAU)는 네이버 지도가 2,650만명으로 1위이며 시장 점유율은 70%이다. 2위는 티 맵(37.6%, 1,436만명), 3위는 카카오 맵(27.6%, 1,057만명), 4위는 구글 지도(23.1%, 884만명)이다.
자동차 리서치 전문기관 컨슈머인사이트의 2024년 발표에 따르면 스마트폰 내비게이션 이용자 수 1위는 티맵으로 점유율 74%이다. 2위는 카카오맵으로 12%, 3위는 네이버지도로 7%이다. 구글지도는 한국에서는 지도 자료 해외 서버 반출 금지 조치로 차량 내비게이션 기능은 제공하지 않는다.

## 같이 보기
- 구글 맵 메이커
- 오픈스트리트맵(OSM)
- 바이두 지도
- 카카오맵
- 네이버 지도
- 티맵